# Conférence de Lausanne (1949)
Pour les articles homonymes, voir Conférence de Lausanne.
La conférence de Lausanne s'est déroulé du 27 avril au 12 septembre 1949 à Lausanne, en Suisse, à l'instigation de la Commission de Conciliation pour la Palestine (CCP).

## Historique
Parallèlement aux négociations d'armistices confiées à Ralph Bunche, successeur de Folke Bernadotte après l'assassinat de ce dernier, l'Assemblée générale des Nations unies décidait de créer une Commission de Conciliation pour la Palestine (Résolution 194 du 11 décembre 1948) dont l'objectif était de discuter avec les parties prenantes des conditions de paix destinée à mettre fin au conflit israélo-arabe.
La commission était présidée par l'Américain Mark Ethridge, assistés par le Français Claude de Boisanger et le Turc Husayn Jahed Yalein. Le secrétariat de la Commission était assuré à partir de New York par l'Espagnol Pablo de Azcarate. Les délégations présentes étaient composées de représentants d'Israël, de l'Égypte, de la Transjordanie, du Liban et de la Syrie. Le Haut Comité arabe représentait les Palestiniens. Un certain nombre de délégations de réfugiés étaient également présentes. L'Irak faisait partie des belligérants, mais n'ayant aucune frontière commune avec Israël, n'était pas signataire potentiel des accords d'armistice, et refusa donc de participer aux négociations de paix.
La résolution de l'ONU prévoyait explicitement l'internationalisation de la zone de Jérusalem (article 8) et le droit au retour des réfugiés palestiniens (article 11). Dès le début, la Commission écarte de la négociation les représentants du Haut-Comité arabe et des délégations de la Palestine arabe. Pourtant la Commission obtient son premier, mais seul succès en obtenant le 12 mai l'accord de toutes les parties sur la signature du protocole fixant les bases des négociations sur le plan de partage du 29 novembre 1947 et sur les dispositions de la résolution 194. Cependant ces accords ne sont pas sans arrière-pensées. Les Israéliens mettent la priorité sur le règlement des contentieux territoriaux avant la question des réfugiés, les États arabes en faisant au contraire un préalable.
Une contre-proposition israélienne visant à annexer la bande de Gaza et d'y installer les réfugiés palestiniens est discutée entre avril et juillet, mais est finalement abandonnée aussi bien par Israël que par l'Égypte qui occupe les lieux. D'autres propositions israélienne, américaine, syrienne et irakienne visent à partager le fardeau entre retour des réfugiés et réinstallation dans des États arabes sont évoquées, mais sans examens sérieux. En fait le gouvernement israélien est opposé par principe au retour des réfugiés pour des raisons de sécurité, argumentant que ce retour entrainerait ipso facto la transformation de l'État d'Israël en État binational. De leur côté, les États arabes ne présentent pas un front uni, la Transjordanie négociant en sous-main avec Israël l'annexion de la Cisjordanie alors que les autres États prônent la création d'un État palestinien.
Devant l'échec des négociations politiques, l'ONU met en place l'Office de secours et de travaux des Nations unies pour les réfugiés de Palestine dans le Proche-Orient (UNRWA - United Nations Relief and Works Agency for Palestine Refugees in the Near Eas) pour mettre en place un programme économique de soutien aux réfugiés.